# Füssen
Füssen è una città tedesca situata nel Land della Baviera nel distretto della Svevia, presso il confine con l'Austria.

## Storia
La città fu un insediamento romano sulla Via Claudia Augusta, una strada che collegava le colonie del sud al nord Italia e quelle del nord alla prima capitale regionale della provincia Romana chiamata Castra Augusta, oggi Augusta (Augsburg in tedesco). Il nome originale era Foetes.
Richard Wagner, il famoso compositore tedesco, era solito andare a Füssen in treno quando andava a visitare il re Ludovico II di Baviera. Nella città e nei suoi pressi furono anche girate scene del film La grande fuga.
Qui nacque il sacerdote Francesco Saverio Seelos.

## Geografia
Füssen è la più alta città della Baviera (808 m sopra il livello del mare) e l'ultima tappa della Romantische Strasse. La cittadina si trova sulle rive del Forggensee, un lago artificiale creato nel 1954 per prevenire le esondazioni del fiume Lech.

## Monumenti e luoghi d'interesse
Lo Hohes Schloss (Castello Alto) è la maggior attrazione turistica della città. Fu la prima residenza estiva dei principi-vescovi di Augsburg e uno dei più antichi e meglio conservati complessi dell'età tardo gotica della Svevia. Oggi il castello ospita parte della collezione della Galleria Nazionale della Baviera, in special modo alcuni capolavori del periodo tardo gotico-rinascimentale.
Sotto lo Hohes Schloss si trova il complesso barocco dell'Abbazia di San Magno (Sankt Mang), la cui costruzione risale al nono secolo.
Nei dintorni si trovano i castelli di Hohenschwangau e Neuschwanstein.

## Cultura
Il patrono della città è San Magno, che viene detto l'apostolo dell'Algovia (e che viene venerato anche a Cuneo). È sepolto nella cripta dell'omonima basilica. I suoi oggetti personali e altre reliquie sono collocate sopra l'altare principale. Il giorno della festa di San Magno è il 6 settembre. Quel giorno viene celebrata la Santa Messa, seguita da una processione a luce di torcia attraverso la parte antica della città. Durante la settimana della festa del santo viene venduto uno speciale "vino Magno", del quale vengono prodotte solo 500 bottiglie.
Nel Musiktheater vengono messi in scena diversi musical sulla vita di Ludovico II di Baviera.
Il giornale locale di Füssen è il Allgäuer Zeitung, stampato quotidianamente eccetto la domenica. Contiene una sezione speciale che include notizie riguardanti la città e il suo circondario.

## Amministrazione

### Gemellaggi
- Palestrina, dal 1972
- Helen, dal 1978

- Bardu, dal 1997
- Numata, dal 1998
- Cremona, dal 2018

## Galleria d'immagini

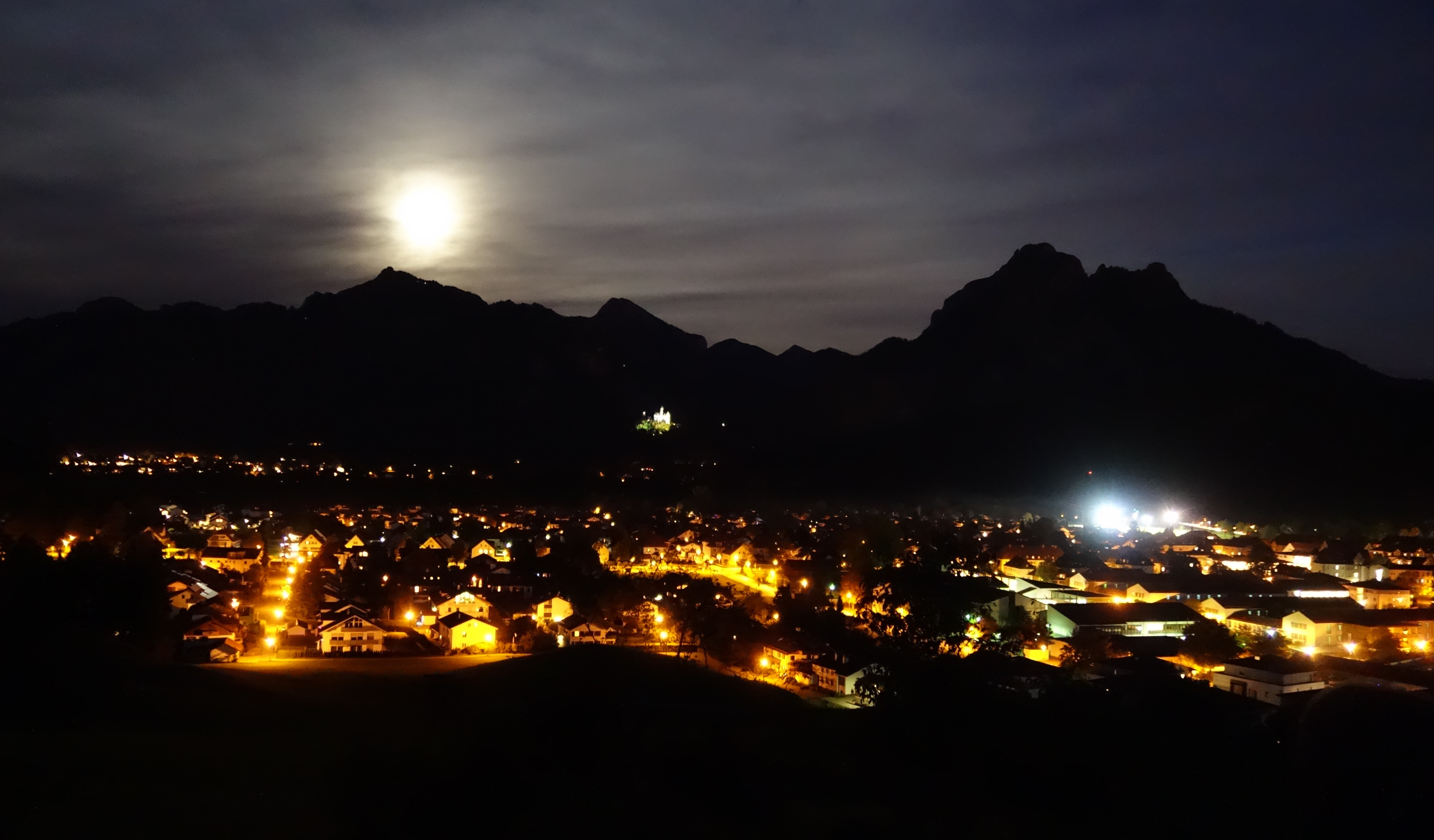
Füssen di notte e sullo sfondo le montagne Tegelberg e Säuling
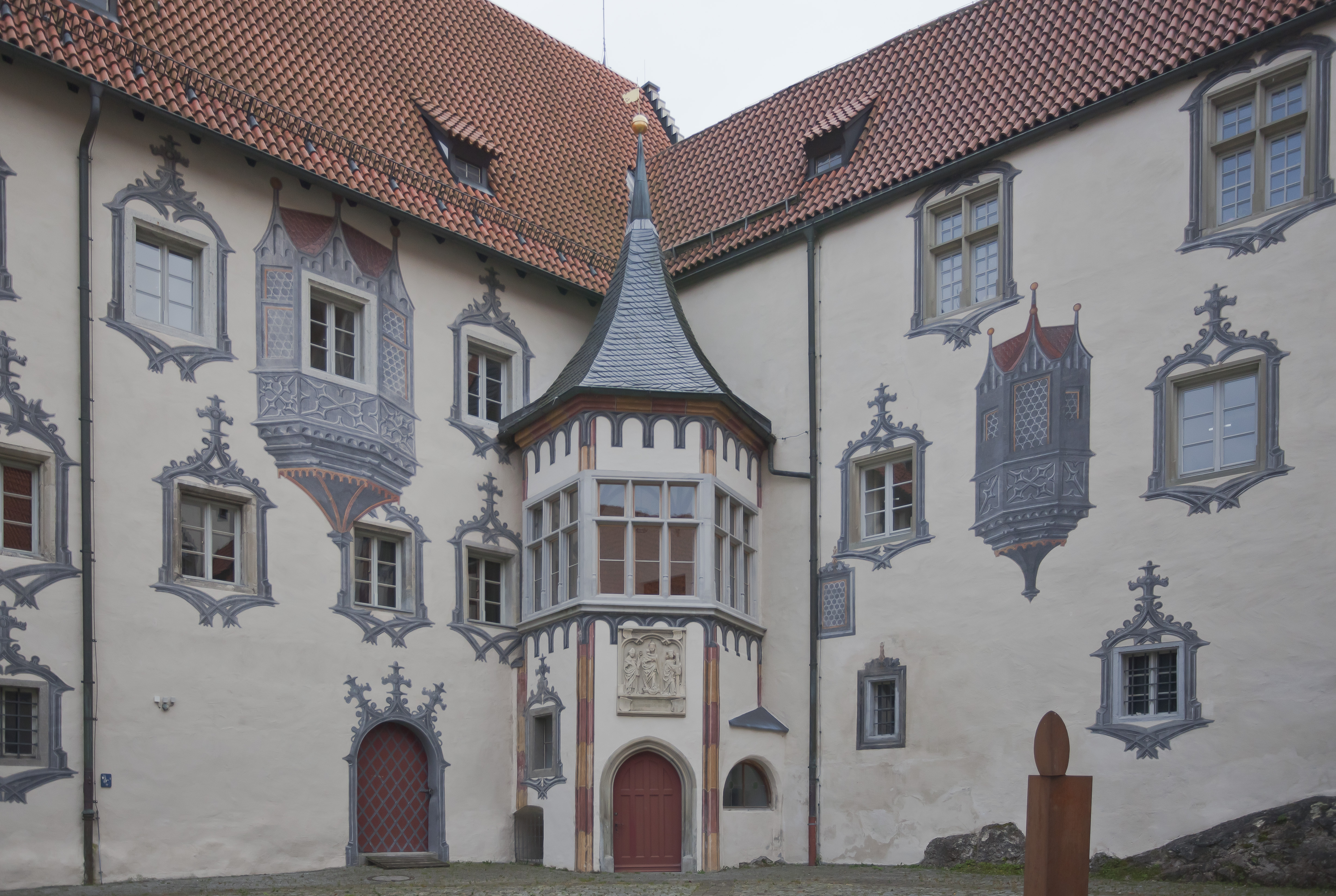
Castello Alto
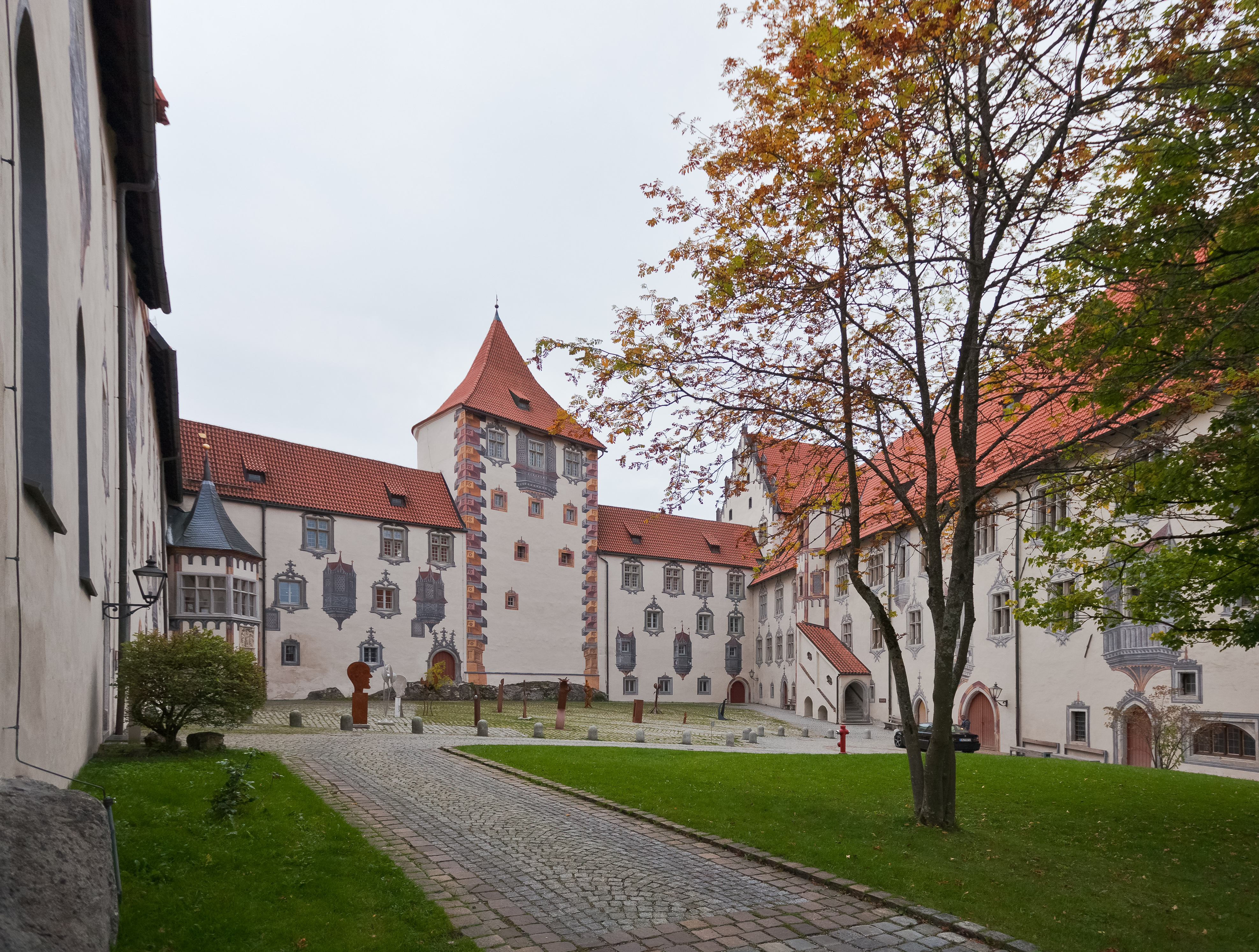
Castello Alto
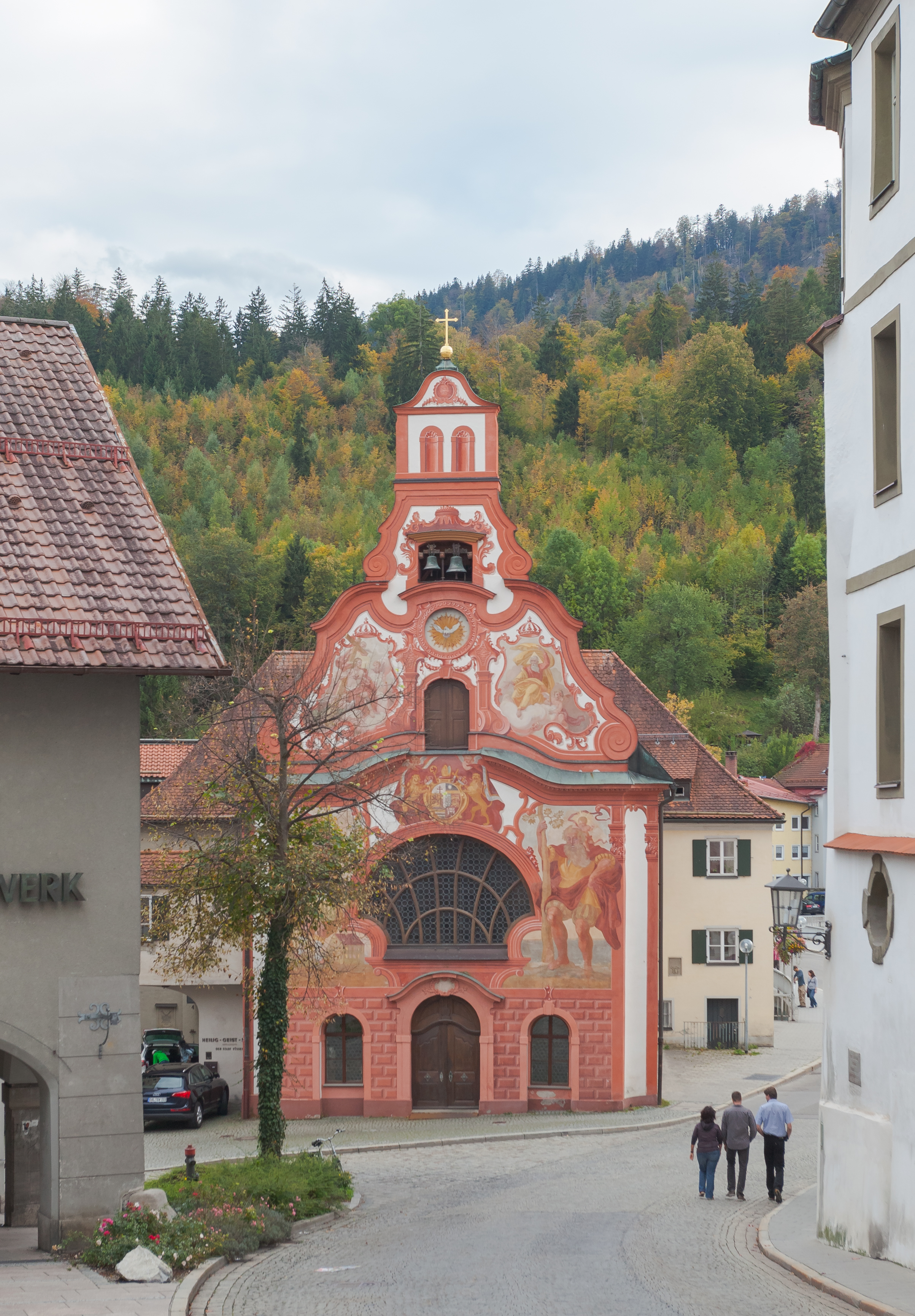
Chiesa dell'Ospedale dello Spirito Santo
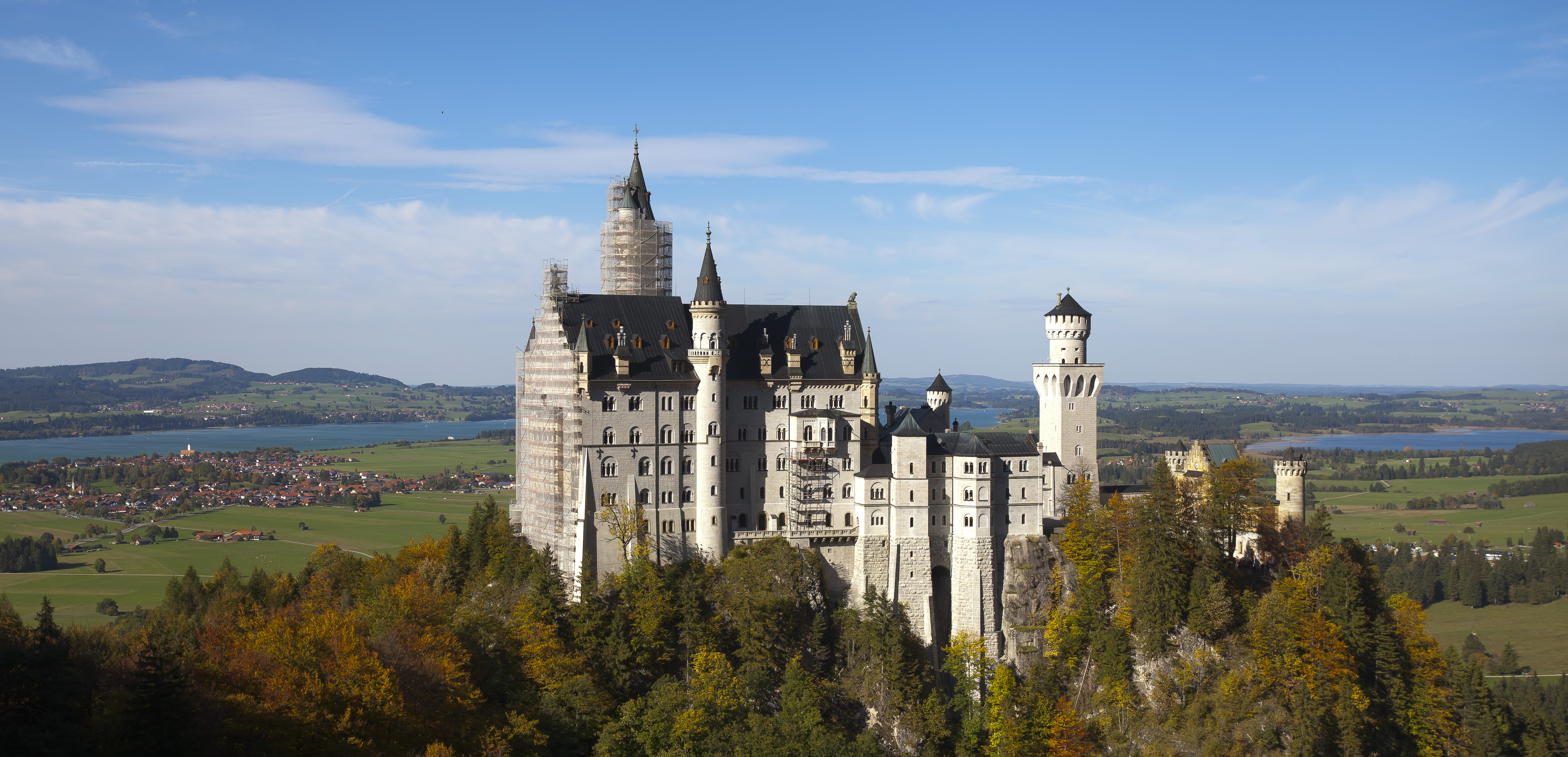
Castello di Neuschwanstein
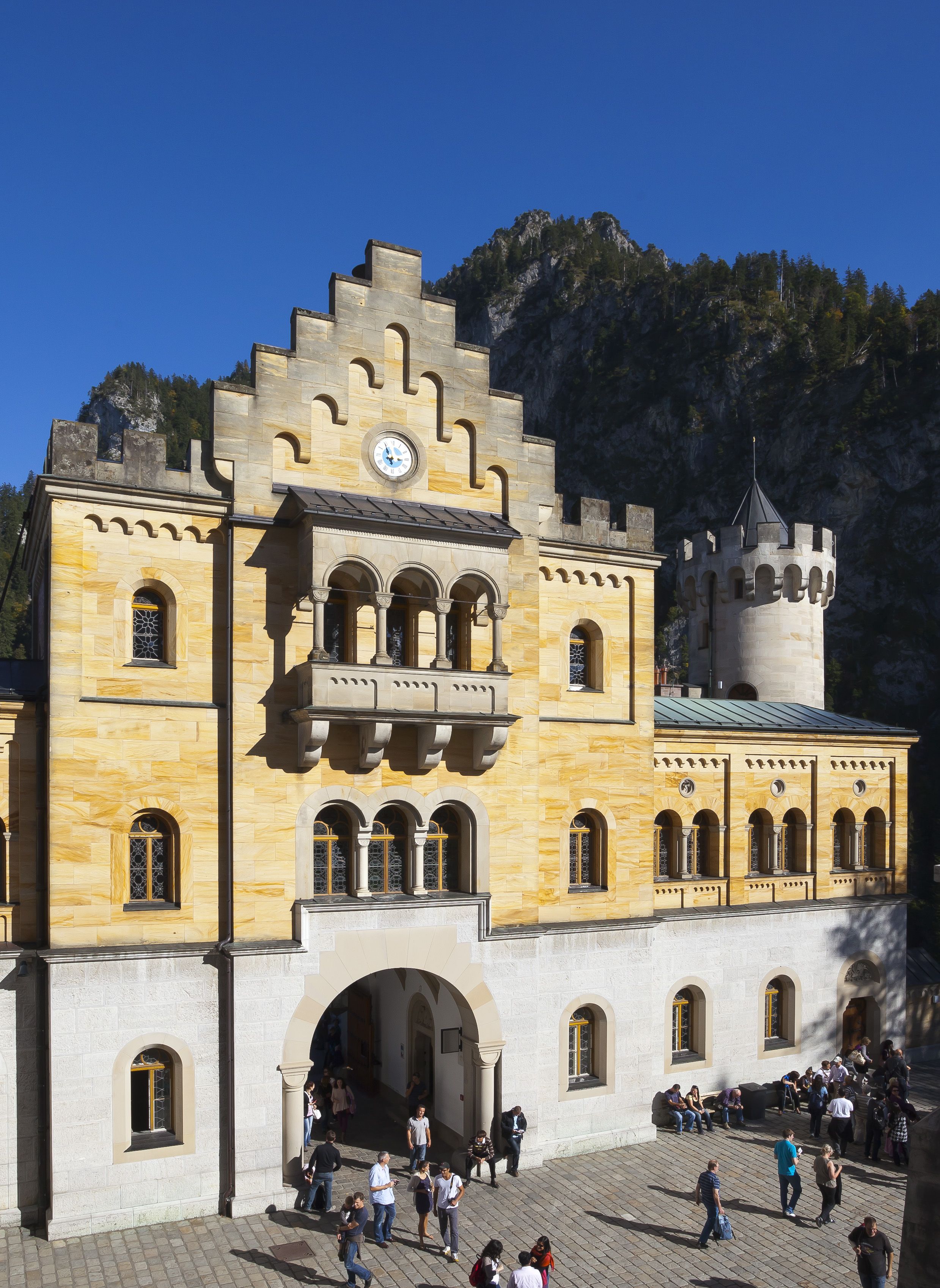
Castello di Neuschwanstein
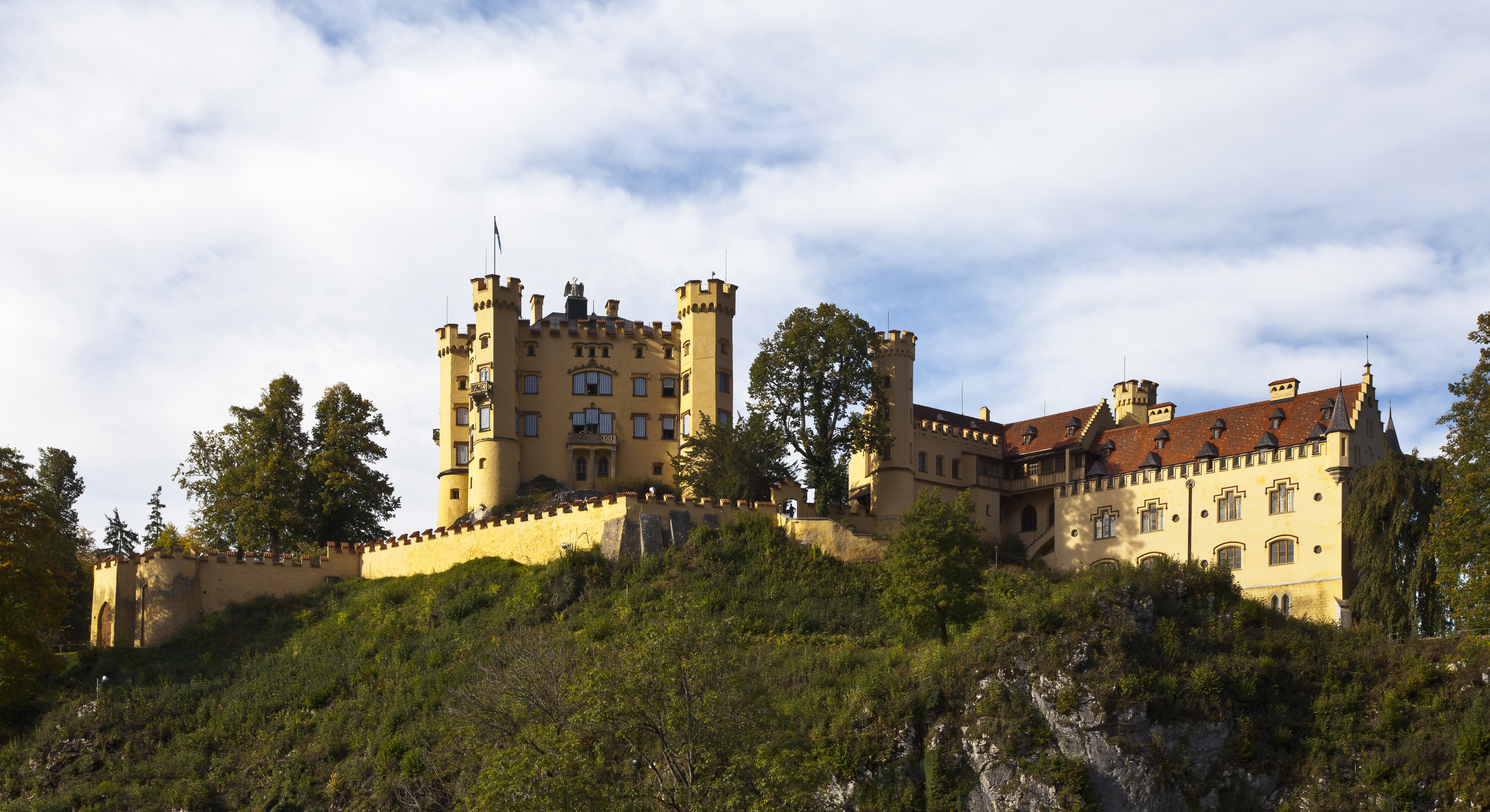
Castello di Hohenschwangau